# David A. Carr
David Arnold Carr, född 1954 i USA, död 9 januari 2006 i Luleå, var en amerikansk/svensk forskare och universitetslektor i datateknik, verksam på Michigan State University och Luleå tekniska universitet till sin död.
David Carr var forskarstuderande vid avdelningen för datavetenskap vid University of Maryland 1989-1995. Han blev Bachelor of Science i datavetenskap på Michigan Technological University år 1975 och avlade magisterexamen i datavetenskap 1987. Hans doktorsavhandling på Michigan State University var A Compact Graphical Representation of User Interface Interaction Objects och utkom 1995.  Den handlade om grafisk formell specifikationsmetod för användargränssnitts/widgets.
Carrs arbete med medicinsk forskning gjorde det möjligt att skapa ett nytt system och ledde till flera forskningsrapporter, exempelvis "Image-browser taxonomy and guidelines for designers" (1995).
Carrs forskning rörde främst människa-datorinteraktion och informationsvisualisering.

## Privatliv
Carr var gift med Ph.D. Lenka Carr Motyckova som var verksam vid Luleå tekniska universitet åren 2000-2006 men är numera verksam vid Palacký-universitetet i Polen.